# Czesław Jeśman
Czesław Jeśman (ur. 1 września 1912 w Karabanowce koło Mohylewa, zm. 29 października 1987 w Hove) – polski prawnik, prozaik, publicysta emigracyjny.

## Życiorys
Ukończył studia prawnicze na Uniwersytecie Stefana Batorego. W latach 1937–1939 był zatrudniony w Ministerstwie Spraw Zagranicznych, w charakterze pracownika kontraktowego Konsulatu Generalnego RP w Nowym Jorku. W latach 1939–1943 służył w Polskich Siłach Zbrojnych na Zachodzie, m.in. w Wojskowym Biurze Propagandy i Oświaty, następnie, w latach 1942-1950 w armii brytyjskiej, w Afryce Zachodniej. W latach 1950–1955 był wykładowcą University College w Addis-Abebie, od 1956 mieszkał i pracował jako niezależny dziennikarz w Londynie. Współpracował z polską prasą emigracyjną, prasą brytyjską i Sekcją polska BBC. Był wydawca pisma Afro-Asian Reviev.

## Wybrane publikacje
- Północne podróże podhalańskie, Londyn 1940.
- Klejnot srebrzystych mórz, Londyn 1941.
- The Russians in Ethiopia : an essay in futility, London: Chatto and Windus 1958 (wyd. 2 - Westport, Conn.: Greenwood Press 1975).
- The Ethiopian paradox, London: Oxford University Press 1963.
- Listy z Ameryki, Londyn: Polska Fundacja Kulturalna 1968.